# Tomate de pera

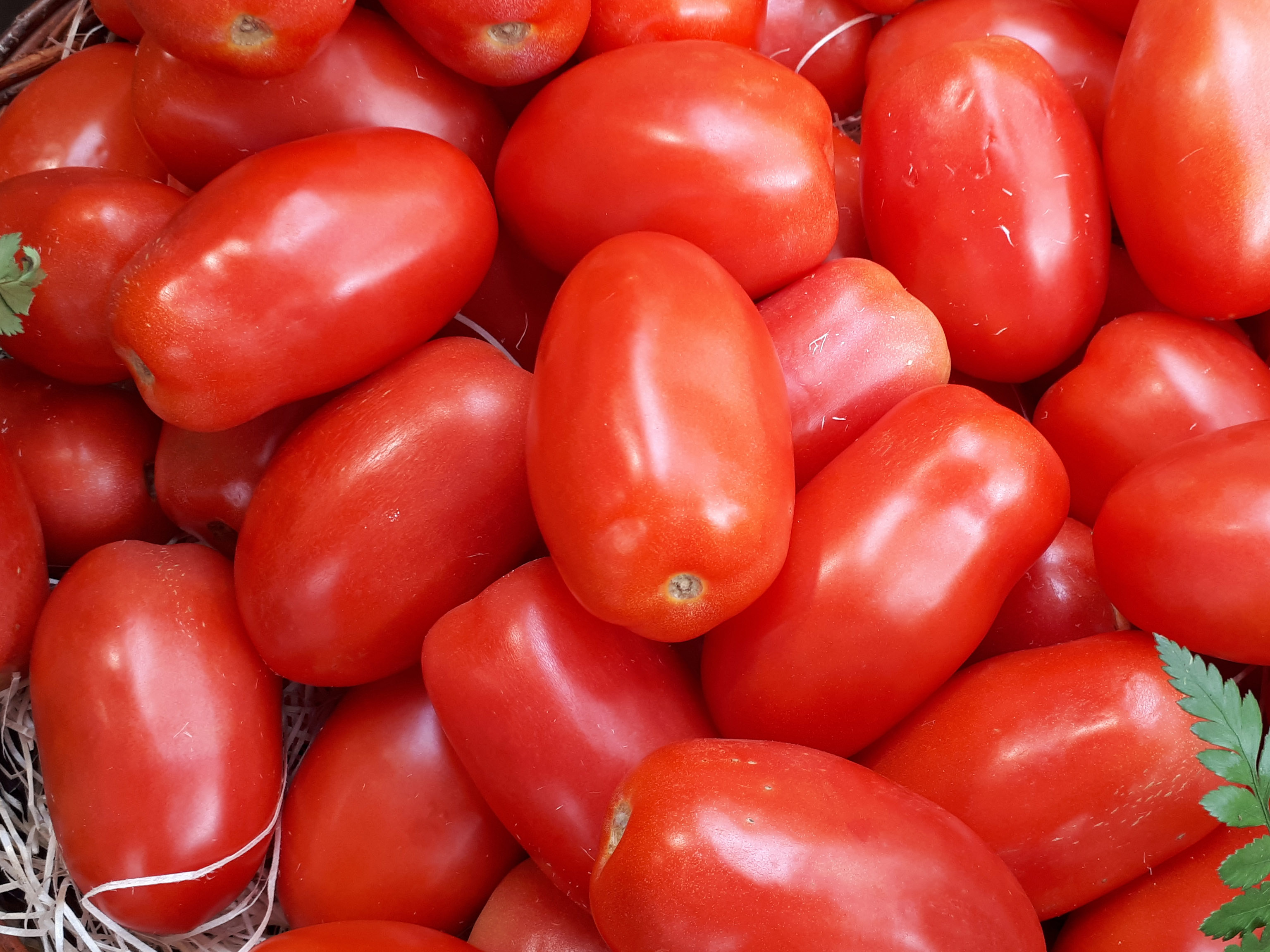

El tomate de pera, tomate de la pera o tomate perita (Solanum lycopersicum) es una variedad de tomate grande con pulpa carnosa, poco ácida, de forma oblonga, aplanada, con protuberancias en la superficie. Muy parecida con tomate Roma. Se cultiva, entre otros lugares, en el Ampurdán, Cataluña.
El interior de esta variedad de tomate es compacto y prácticamente sin semillas. Tiene un sabor dulzón y muy aromático que permite, una vez está bien maduro, la elaboración de salsas y conservas. Pero también se utiliza cruda en ensaladas o a la brasa. Es una verdura de cultivo delicado.

## Atributos y propiedades nutricionales
El tomate tiene un valor energético muy bajo, ya que su componente principal es el agua. Tiene algo más de azúcar que la mayoría de verduras, por eso su sabor es ligereramente más dulce. Su importancia nutricional es debida a la presencia de vitaminas, minerales y fibra. La vitamina E, la vitamina C y carotenos hacen que tenga un elevado efecto antioxidante.